# Ymir (Columbia Britannica)
Ymir è una municipalità nel Distretto regionale di Central Kootenay della Columbia Britannica, in Canada.

## Posizione
Si trova tra Nelson e Salmo sulla Highway 6. Ymir era originariamente conosciuto come Quartz Creek. Il sito cittadino è stato progettato nel 1897 dal magnate delle ferrovie DC Corbin. Oggi Ymir è composto da un negozio e due hotel, oltre a un assortimento di proprietà residenziali. Si trova vicino a Whitewater Ski Hill. Il fiume Salmo attraversa il centro del paese. Ymir dista circa 10 km dalla cittadina di Salmo, dove si tiene l'annuale festival musicale Shambhala.